# Мифлинвил (Пенсилванија)
Мифлинвил (енгл. Mifflinville) насељено је место без административног статуса у америчкој савезној држави Пенсилванија.

## Демографија
По попису из 2010. године број становника је 1.253, што је 40 (3,3%) становника више него 2000. године.
| Група             | 2000.         | 2010.         |
| Белци             | 1.196 (98,6%) | 1.220 (97,4%) |
| Афроамериканци    | 0 (0,0%)      | 2 (0,2%)      |
| Азијати           | 9 (0,7%)      | 0 (0,0%)      |
| Хиспаноамериканци | 5 (0,4%)      | 26 (2,1%)     |
| Укупно            | 1.213         | 1.253         |